# Фінал Кубка Стенлі 2014

Фінал Кубка Стенлі 2014 (англ. Stanley Cup Finals) — 121-й загалом фінал Кубка Стенлі та сезону 2013–2014 у НХЛ між командами «Нью-Йорк Рейнджерс» та «Лос-Анджелес Кінгс». Фінальна серія стартувала 4 червня в Лос-Анджелесі, а фінішувала 13 червня перемогою «Лос-Анджелес Кінгс». Третій рік підряд перші два матчі фінальної серії завершувались в овертаймі.
У регулярному чемпіонаті «Лос-Анджелес Кінгс» фінішували третіми в Тихоокеанському дивізіоні Західної конференції набравши 100 очок, а «Нью-Йорк Рейнджерс» посіли друге місце в Столичному дивізіоні Східної конференції з 96 очками.
У фінальній серії перемогу здобули «Лос-Анджелес Кінгс» 4:1. Приз Кона Сміта (найкращого гравця фінальної серії) отримав захисник «Королів» Джастін Вільямс.

## Шлях до фіналу
| Західна конференція     |          |                 |                   |                                            |
| Стадія                  | Суперник | Суперник        | Загальний рахунок | Результати матчів                          |
| Чвертьфінал конференції | Т2       | Сан-Хосе Шаркс  | 4 : 3             | 3:6, 2:7, 3:4(ОТ), 6:3, 3:0, 4:1, 5:1      |
| Півфінал конференції    | Т1       | Анагайм Дакс    | 4 : 3             | 3:2(ОТ), 3:1, 2:3, 0:2, 3:4, 2:1, 6:2      |
| Фінал конференції       | Ц3       | Чикаго Блекгокс | 4 : 3             | 1:3, 6:2, 4:3, 5:2, 4:5(2ОТ), 3:4, 5:4(ОТ) |

| Східна конференція      |          |                     |                   |                                       |
| Стадія                  | Суперник | Суперник            | Загальний рахунок | Результати матчів                     |
| Чвертьфінал конференції | С3       | Філадельфія Флайєрз | 4 : 3             | 4:1, 2:4, 4:1, 1:2, 4:2, 2:5, 2:1     |
| Півфінал конференції    | С1       | Піттсбург Пінгвінс  | 4 : 3             | 3:2(ОТ), 0:3, 0:2, 2:4, 5:1, 3:1, 2:1 |
| Фінал конференції       | А3       | Монреаль Канадієнс  | 4 : 2             | 7:2, 3:1, 2:3(ОТ), 3:2(ОТ), 4:7, 1:0  |

## Арени
| Лос-Анджелес      | Медісон-сквер-гарден Стейплс-центрclass=notpageimage\| Арени фіналу Кубка Стенлі 2014 | Нью-Йорк             |
| Стейплс-центр     | Медісон-сквер-гарден Стейплс-центрclass=notpageimage\| Арени фіналу Кубка Стенлі 2014 | Медісон-сквер-гарден |
| Місткість: 18 118 | Медісон-сквер-гарден Стейплс-центрclass=notpageimage\| Арени фіналу Кубка Стенлі 2014 | Місткість: 18 006    |
|                   | Медісон-сквер-гарден Стейплс-центрclass=notpageimage\| Арени фіналу Кубка Стенлі 2014 |                      |

## Серія
| 4 червня 2014 20:00 | Лос-Анджелес Кінгс | 3 : 2 (ОТ) (1:2, 1:0, 0:0, 1:0) | Нью-Йорк Рейнджерс | Стейплс-центр, Лос-Анджелес Глядачів: 18 399 |

| Протокол                                                        | Протокол      | Протокол                                 | Протокол         | Протокол |
| --------------------------------------------------------------- | ------------- | ---------------------------------------- | ---------------- | -------- |
|                                                                 | Джонатан Квік | Голкіпери                                | Генрік Лундквіст |          |
| Кайл Кліффорд (17:33) Дрю Дауті (26:36) Джастін Вільямс (64:36) |               | Бенуа Пуліо (13:21) Карл Гагелін (15:03) |                  |          |
| 8 хв.                                                           | Вилучення     | 10 хв.                                   |                  |          |
| 43                                                              | Кидки         | 27                                       |                  |          |

| 7 червня 2014 19:00 | Лос-Анджелес Кінгс | 5 : 4 (2ОТ) (0:2, 2:2, 2:0, 0:0, 1:0) | Нью-Йорк Рейнджерс | Стейплс-центр Глядачів: 18 532 |

| Протокол                                                                                                   | Протокол      | Протокол                                                                                    | Протокол         | Протокол |
| --- | ------------- | ------------------------------------------------------------------------------------------- | ---------------- | -------- |
| | Джонатан Квік | Голкіпери                                                                                   | Генрік Лундквіст |          |
| Джаррет Столл (21:46) Віллі Мітчелл (34:39) Двайт Кінг (41:58) Маріан Габорик (47:36) Дастін Браун (90:26) |               | Раєн Мак-Донаф (10:48) Матс Цуккарелло (18:46) Мартен Сан-Луї (31:24) Дерик Брассар (34:50) |                  |          |
| 10 хв. | Вилучення     | 8 хв.                                                                                       |                  |          |
| 44 | Кидки         | 38                                                                                          |                  |          |

| 9 червня 2014 20:00 | Нью-Йорк Рейнджерс | 0 : 3 (0:1, 0:2, 0:0) | Лос-Анджелес Кінгс | Медісон-сквер-гарден, Нью-Йорк Глядачів: 18 006 |

| Протокол | Протокол                       | Протокол                                                       | Протокол      | Протокол |
| -------- | ------------------------------ | -------------------------------------------------------------- | ------------- | -------- |
|          | Генрік Лундквіст (00:00—55:39) | Голкіпери                                                      | Джонатан Квік |          |
|          |                                | Джефф Картер (19:59) Джейк Маззін (24:17) Майк Річардс (37:14) |               |          |
| 8 хв.    | Вилучення                      | 12 хв.                                                         |               |          |
| 32       | Кидки                          | 15                                                             |               |          |

| 11 червня 2014 20:00 | Нью-Йорк Рейнджерс | 2 : 1 (0:0, 1:1, 1:0) | Лос-Анджелес Кінгс | Юнайтед-центр Глядачів: 22 354 |

| Протокол                                   | Протокол         | Протокол             | Протокол      | Протокол |
| ------------------------------------------ | ---------------- | -------------------- | ------------- | -------- |
|                                            | Генрік Лундквіст | Голкіпери            | Джонатан Квік |          |
| Бенуа Пуліо (07:25) Мартен Сан-Луї (26:27) |                  | Дастін Браун (28:46) |               |          |
| 6 хв.                                      | Вилучення        | 8 хв.                |               |          |
| 19                                         | Кидки            | 25                   |               |          |

| 13 червня 2014 20:00 | Лос-Анджелес Кінгс | 3 : 2 (2ОТ) (1:0, 0:2, 1:0, 0:0, 1:0) | Нью-Йорк Рейнджерс | Стейплс-центр Глядачів: 18 713 |

| Протокол                                                             | Протокол      | Протокол                                | Протокол         | Протокол |
| -------------------------------------------------------------------- | ------------- | --------------------------------------- | ---------------- | -------- |
|                                                                      | Джонатан Квік | Голкіпери                               | Генрік Лундквіст |          |
| Джастін Вільямс (06:04) Маріан Габорик (47:56) Алек Мартінес (94:43) |               | Кріс Крейдер (35:37) Браєн Бойл (39:30) |                  |          |
| 10 хв.                                                               | Вилучення     | 8 хв.                                   |                  |          |
| 51                                                                   | Кидки         | 30                                      |                  |          |

| Володар Кубка Стенлі 2014       |
| ------------------------------- |
| Лос-Анджелес Кінгс другий титул |

## Володарі Кубка Стенлі
| Володарі Кубка Стенлі Лос-Анджелес Кінгс | Воротарі: Мартін Джонс, Джонатан Квік Захисники: Метт Грін, Джейк Маззін, Дрю Дауті, Войнов В'ячеслав, Алек Мартінес, Віллі Мітчелл, Робін Регір, Джефф Шульц Нападники: Маріан Габорик, Кайл Кліффорд, Джастін Вільямс, Дастін Браун (К), Теннер Пірсон, Тайлер Тоффолі, Двайт Кінг, Майк Річардс, Анже Копітар, Тревор Льюїс, Джаррет Столл, Джордан Нолан, Джефф Картер Головний тренер: Дерріл Саттер Генеральний менеджер: Дін Ломбарді |